# Vecht en Hoff
Vecht en Hoff of Vegt en Hoff is een landhuis langs de rivier de Vecht bij het Nederlandse dorp Breukelen.
Het huis werd in 1873 gebouwd. Op deze plaats heeft een voorganger gestaan, die voor het eerst in 1718 genoemd wordt en Grashuisse heette.
Het exterieur is nauwelijks gewijzigd sinds het huis gebouwd werd. Alleen werd aan de zuidelijk zijgevel een aanbouw toegevoegd. Het hele huis is voorzien van pleisterwerk met daarin voegen. Van afstand lijkt het hierdoor net of het huis is opgebouwd uit blokken natuursteen.
Het landhuis is een rijksmonument tezamen met een bijbehorend hek. Het hek dateert uit de 18e eeuw en is voorzien van sierlijk rococo smeedwerk.